# Världscupen i nordisk kombination 2008/2009
Världscupen i nordisk kombination 2008/2009 var ett multitävlingsevenemang inom nordisk kombination som hölls 29 november 2008-15 mars 2009. Organisatör var FIS. Anssi Koivuranta, Finland vann totalcupen.

## Översyn
Världscupen i nordisk kombination säsongen 2008 började i Kuusamo i Finland den 29 november 2008. Hannu Manninen, Finland drog sig tillbaka före säsongspremiären.

## Förändringar
Inför säsongen infördes ett nytt system. I stället för sprint (1x hopp och 7,5 kilometer längdskidåkning) och Gundersen (2x hopp och 1x 15 kilometer längdskidåkning), hölls en kombinerad tävling med ett enda hopp och enbart 10 kilometer längdskidåkning. Masstarten förblev oförändrad. Lagtävlingarna blev 5 kilometers längdskidåkningoch ett hopp för varje hoppare i laget.

## Tävlingskalender
| Datum                                                                              | Plats                               | Disciplin                      | Etta              | Tvåa                | Trea                |
| ---------------------------------------------------------------------------------- | ----------------------------------- | ------------------------------ | ----------------- | ------------------- | ------------------- |
| 29 november 2008                                                                   | Kuusamo, Finland                    | HS142 / 10 kilometer           | Ronny Ackermann   | Janne Ryynänen      | Anssi Koivuranta    |
| 30 november 2008                                                                   | Kuusamo, Finland                    | HS142 / 10 kilometer           | Anssi Koivuranta  | Janne Ryynänen      | Daito Takahashi     |
| 6 december 2008                                                                    | Trondheim, Norge                    | HS131 / 10 kilometer           | Magnus Moan       | Jason Lamy-Chappuis | Anssi Koivuranta    |
| 7 december 2008                                                                    | Trondheim, Norge                    | HS131 / 10 kilometer           | Anssi Koivuranta  | Björn Kircheisen    | Jason Lamy Chappuis |
| 13 december 2008                                                                   | Liberec, Tjeckien                   | HS134 / 10 kilometer           | Inställd          | Inställd            | Inställd            |
| 14 december 2008                                                                   | Liberec, Tjeckien                   | HS134 / 10 kilometer           | Inställd          | Inställd            | Inställd            |
| 20 december 2008                                                                   | Ramsau, Österrike                   | HS98 / 10 kilometer            | Bill Demong       | Björn Kircheisen    | Jan Schmid          |
| 21 december 2008                                                                   | Ramsau, Österrike                   | HS98 / 10 kilometer            | Björn Kircheisen  | Bill Demong         | Jason Lamy Chappuis |
| 27 december 2008                                                                   | Oberhof, Tyskland                   | HS140 / 10 kilometer           | Magnus Moan       | Todd Lodwick        | Anssi Koivuranta    |
| 28 december 2008                                                                   | Oberhof, Tyskland                   | HS140 / 10 kilometer           | Anssi Koivuranta  | Todd Lodwick        | Jason Lamy Chappuis |
| 3 januari 2009                                                                     | Schonach, Tyskland                  | HS96 / 4 x 5 kilometer Team    | Tyskland          | Norge               | Österrike           |
| 4 januari 2009                                                                     | Schonach, Tyskland                  | HS96 / 10 kilometer            | Anssi Koivuranta  | Bill Demong         | Bjoern Kircheisen   |
| 10 januari 2009                                                                    | Val di Fiemme, Italien              | HS134 / 10 kilometer, Masstart | Bjoern Kircheisen | Bernhard Gruber     | Jan Schmid          |
| 11 januari 2009                                                                    | Val di Fiemme, Italien              | HS134 / 10 kilometer           | Magnus Moan       | Jan Schmid          | Pavel Churavý       |
| 16 januari 2009                                                                    | Vancouver, British Columbia, Kanada | HS140 / 10 kilometer           | Bill Demong       | Anssi Koivuranta    | Bjoern Kircheisen   |
| 17 januari 2009                                                                    | Vancouver, British Columbia, Kanada | HS140 / 10 kilometer           | Magnus Moan       | Bjoern Kircheisen   | Bill Demong         |
| 31 januari 2009                                                                    | Chaux-Neuve, Frankrike              | HS99 / 10 kilometer            | Magnus Moan       | Anssi Koivuranta    | Bjoern Kircheisen   |
| 1 februari 2009                                                                    | Chaux-Neuve, Frankrike              | HS99 / 10 kilometer            | Anssi Koivuranta  | Christoph Bieler    | Magnus Moan         |
| 7 februari 2009                                                                    | Seefeld, Österrike                  | HS100 / 10 kilometer           | Mario Stecher     | Jan Schmid          | Lukas Klapfer       |
| 8 februari 2009                                                                    | Seefeld, Österrike                  | HS100 / 10 kilometer           | Magnus Moan       | Mario Stecher       | Anssi Koivuranta    |
| 14 februari 2009                                                                   | Klingenthal, Tyskland               | HS140 / 10 kilometer           | Anssi Koivuranta  | Magnus Moan         | Jan Schmid          |
| 15 februari 2009                                                                   | Klingenthal, Tyskland               | HS140 / 10 kilometer           | Bill Demong       | Jason Lamy Chappuis | Pavel Churavy       |
| 18 februari-1 mars 2009 Världsmästerskapen i nordisk skidsport i Liberec, Tjeckien |                                     |                                |                   |                     |                     |
| 6 mars 2009                                                                        | Lahtis, Finland                     | HS130 / 10 kilometer           | Bill Demong       | Anssi Koivuranta    | Jason Lamy Chappuis |
| 7 mars 2009                                                                        | Lahtis, Finland                     | HS130 / 10 kilometer           | Magnus Moan       | Anssi Koivuranta    | Bill Demong         |
| 14 mars 2009                                                                       | Vikersund, Norge                    | HS117 / 10 kilometer           | Anssi Koivuranta  | Bill Demong         | Magnus Moan         |
| 15 mars 2009                                                                       | Vikersund, Norge                    | HS117 / 10 kilometer           | Bill Demong       | Petter Tande        | Mikko Kokslien      |

## Slutställning

### Sammanlagt
| Ranking | Namn                | Land      | Poäng |
| ------- | ------------------- | --------- | ----- |
| 1       | Anssi Koivuranta    | Finland   | 1461  |
| 2       | Magnus Moan         | Norge     | 1350  |
| 3       | Bill Demong         | USA       | 1160  |
| 4       | Björn Kircheisen    | Tyskland  | 957   |
| 5       | Jason Lamy Chappuis | Frankrike | 806   |
| 6       | Mario Stecher       | Österrike | 630   |
| 7       | Jan Schmid          | Norge     | 622   |
| 8       | Tino Edelmann       | Tyskland  | 593   |
| 9       | Bernhard Gruber     | Österrike | 524   |
| 10      | Pavel Churavy       | Tjeckien  | 498   |